# Krok (vojvoda)
Krok je mytická postava českých dějin, soudce či kníže kmene Čechů, otec kněžny Libuše a jejích sester Kazi a Tety. Kdy legendární postava měla žít není jasné, v Hájkově kronice je uváděno, že přenesl na Vyšehrad své sídlo v roce 683, to však není nijak doloženo.

## Kosmova kronika
Patrně nejstarší zmínku o Krokovi (Kosmas jej ovšem ve své latinsky psané kronice nazývá Crocco) najdeme ve III. kapitole Kosmovy kroniky. Poté, co Kosmas vylíčí příchod praotce Čecha, popisuje v třetí kapitole mravy nejstaršího českého lidu. Vypráví, že první obyvatelé Čech nejprve žili velmi prostě, neznali alkohol, manželské svazky, soukromý majetek ani zbraně. Po blíže neurčené době se pak „prospěšné obrátilo v opak“ a mezi lidem začaly bujet křivdy a závist. Podle Kosma lidé tehdy neměli „ani soudce, ani knížete“. V tom čase povstal muž jménem Krok:
| „                 | Mezi nimi povstal muž, jménem Krok; podle jeho jména je znám hrad, již stromovím zarostlý, v lese u vsi Zbečna. Byl to muž za svého věku naprosto dokonalý, bohatý statky pozemskými a v svých úsudcích rozvážný a důmyslný. K němu se sbíhali, jako včely k úlům, lidé nejen z vlastního jeho rodu, nýbrž i z celé země všichni, aby je rozsuzoval. Tento znamenitý muž neměl mužské potomky, zplodil však tři dcery, jimž příroda udělila nemenší poklady moudrosti, nežli jaké dává mužům. | “ |
| — Kosmova kronika | |   |

To je vše, co nám Kosmas říká o Krokovi samotném. V další kapitole pak Kosmas líčí tři Krokovy dcery: Nejstarší byla Kazi, která vynikala v znalosti bylin a věšteb – „nad břehem řeky Mže (dnes Berounky) při cestě, kudy se chodí do končin kraje bechyňského přes horu, jež slove Oseka,“ prý lidé Kazi po její smrti navršili mohylu, jež je podnes (rozuměj do Kosmových časů) vidět; kde Kazi sídlila, kronikář neuvádí. Prostřední byla Teta, které „zavedla pověrečnou nauku a učila modloslužebným řádům“ – ta si vystavěla hrad Tetín „na vrcholu strmé skály u řeky Mže (rozuměj Berounky)“. Třetí byla Libuše (u Kosmy Lubossa), dcera „věkem nejmladší, ale moudrostí nejstarší“, která si „vystavěla hrad tehdy nejmocnější u lesa, jenž táhne se ke vsi Zbečnu, a podle svého jména jej nazvala Libušín“.
Po Krokově smrti si bez dalšího upřesnění lid zvolil Libuši za svého soudce: „A poněvadž lidu pravdivě předpovídala mnoho budoucích věcí, celý ten kmen sešel se po usmrcení jejího otce k obecné radě a ustanovil ji sobě za soudce.“

## Další rozvoj pověsti
Pozdější kronikáři rozvíjejí pověst do dalších podrobností: Například Václav Hájek z Libočan líčí, že po smrti praotce Čecha byla vláda nabídnuta jeho bratru Lechovi. Ten ale odmítl a za vládce doporučil Kroka, prý vládce mocného rodu. Krok přijal Čechovu hůl i čepici a sídlil kolem roku 670 na Budči. Jednou však vyslal posly, aby našli bezpečnější sídlo a ti pak na pravém břehu Vltavy objevili skalnatý ostroh mezi hlubokými lesy. Vystavěný hrad na vysoké skále později dostal jméno Vyšehrad.

## Hledání historického jádra
František Palacký tvrdil, že Krokova postava je ovlivněna vládcem Sámem.
Někteří autoři, předpokládající keltský původ Čechů, uvádí možný vznik jména Krok z keltského Crocco a další historické souvislosti.
Další teorie hledaly vztah k analogické polské pověsti o knížeti Krakovi, mytickém zakladateli Krakova.
Podle historika Vladimíra Karbusického pocházejí bájná česká jména (Krok, Kazi, Teta, Libuše, Přemysl, Nezamysl, Mnata, Vojen, Vnislav, Křesomysl, Neklan a Hostivít) z úryvku staroslověnského textu adresovaného v 9. století Frankům (Teutonům). Text zní: Krok’ kazi (Tetha), lubo premyšl, nezamyšl m’nata voj’n u‘ni zla, kr’z my s‘ neklan (am), gosti vit, což se vykládá jako: Zastav své kroky, Tetha (oslovení tehdejšího vůdce Franků, popřípadě západních sousedů obecně) a raději přemýšlej, nezamýšlím na tebe vojnu ani zla, kříži my se neklaníme, hosty vítáme.